# Xenocypris
Xenocypris is een geslacht van straalvinnige vissen uit de familie van karpers (Cyprinidae).

## Soorten
- Xenocypris davidi Bleeker, 1871
- Xenocypris fangi Tchang, 1930
- Xenocypris hupeinensis (Yih, 1964)
- Xenocypris macrolepis Bleeker, 1871
- Xenocypris medius (Oshima, 1920)
- Xenocypris yunnanensis Nichols, 1925